# Der Himmel lacht! Die Erde jubilieret, BWV 31

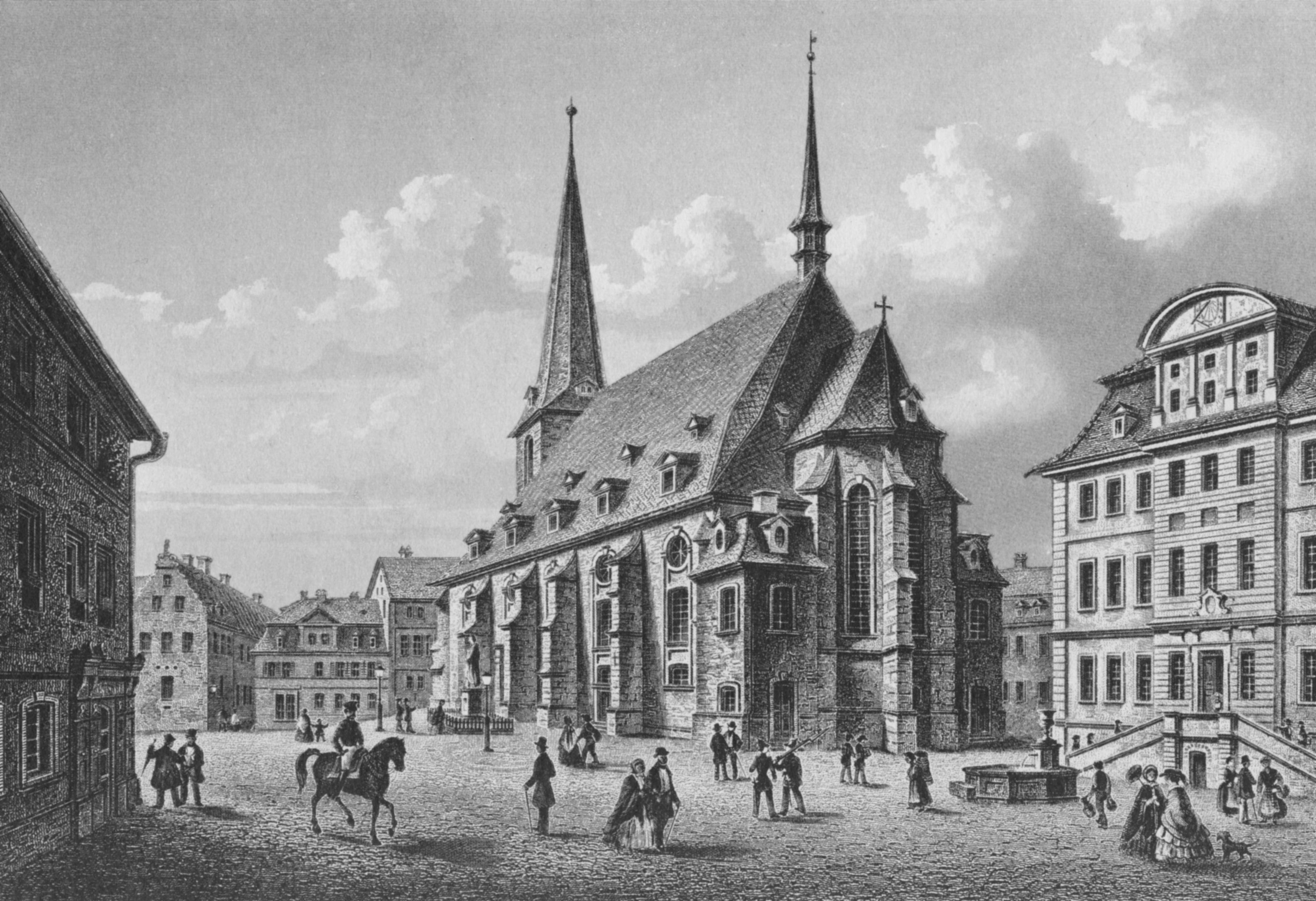
San Pedro y Pablo, Weimar, probable lugar de su estreno.

Der Himmel lacht! Die Erde jubilieret, BWV 31 (Rían los cielos, alégrese la tierra) es una cantata de iglesia escrita por Johann Sebastian Bach en Weimar para el primer día de Pascua y fue estrenada el 21 de abril de 1715.

## Historia
Desde 1708 Bach trabajó para la corte en Weimar. El 2 de marzo de 1714 Bach fue nombrado Konzertmeister de la capilla cortesana de Weimar de los duques co-reinantes Guillermo Ernesto y Ernesto Augusto de Sajonia-Weimar. En este puesto asumió la responsabilidad principal de componer nuevas obras, concretamente cantatas para la Schlosskirche (iglesia del palacio), con una periodicidad mensual.
Bach compuso esta obra durante su estancia en Weimar para el domingo de Pascua en 1715. La cantata fue interpretada por primera vez el 21 de abril de 1715. Teniendo en cuenta la rica orquestación de tres grupos instrumentales y un coro a cinco voces, John Eliot Gardiner sugiere que la cantata no fue interpretada en la pequeña Schloßkirche de la corte, sino en la iglesia de ciudad San Pedro y San Pablo, donde la familia ducal evidentemente acudía a veces a los servicios. Bach interpretó la cantata posteriormente en diversas ocasiones en Leipzig en una forma ligeramente modificada. Existen evidencias de interpretaciones en los años 1724 y 1731; una interpretación posterior en 1735 también es probable. Como la afinación del órgano de Weimar, que servía como referencia para los instrumentos de cuerda, probablemente estaba una tercera por encima del tono de afinación estándar en Leipzig, Bach se vio obligado a abandonar las voces de los instrumentos de lengüeta o reescribirlos para las actuaciones en Leipzig, o bien a reemplazar las partes de diferentes instrumentos.

## Análisis

### Texto
Las lecturas establecidas para ese día eran de la primera epístola a los corintios, "Cristo es nuestro cordero pascual" (1 Corintios 5:6-8), y del evangelio según San Marcos, la resurrección de Jesús (Marcos 16:1-8).
El texto fue escrito por el poeta de Weimar Salomon Franck el cual lo publicó en Evangelisches Andachts-Opffer (Ofrenda Evangélica de Oraciones). Los versos están compuestos de poesía libre e interpretan el mensaje de la Pascua, conectado a la petición a los creyentes para que dejen que Jesús también resucite en sus almas. El movimiento final es la última estrofa del coral "Wenn mein Stündlein vorhanden ist" (Cuando llegue mi hora) de Nikolaus Herman, expresa el deseo de morir, para seguir a Jesús en la resurrección.

### Instrumentación
La obra está escrita para tres solistas vocales (soprano, tenor y bajo) y un coro a cinco voces (SSATB); tres trompetas, timbales, dos oboes, taille, fagot, dos violines, 2 violas, 2 violonchelos y bajo continuo.

### Estructura
Consta de nueve movimientos.
1. Sonata
2. Coro: Der Himmel lacht! Die Erde jubilieret
3. Recitativo (bajo): Erwünschter Tag!
4. Aria (bajo): Fürst des Lebens, starker Streiter
5. Recitativo (tenor): So stehe dann, du gottergebne Seele
6. Aria (tenor): Adam muss in uns verwesen
7. Recitativo (soprano) : Weil dann das Haupt sein Glied
8. Aria (soprano) y coral: Letzte Stunde, brich herein
9. Coral: So fahr ich hin zu Jesu Christ

El carácter festivo de la obra queda demostrado en la sonata con una introducción de tipo fanfarria, un concierto de tres grupos metales, maderas y cuerda, todos ellos divididos en varias partes. El primer movimiento coral, cantado por un coro a cinco voces, evoca la "celestial risa y mundano júbilo" del texto, según John Eliot Gardiner, que continúa: «los ritmos danzables y la afilada brillantez de las trompetas anuncian el Gloria de la Misa en si menor, incluso a la ralentización del tempo y el silenciamiento de los metales cuando la letra habla de la liberación de Cristo del sepulcro».
La voz de bajo anuncia la resurrección de Jesús en un recitativo y continúa con un aria, ambos acompañados solamente por el continuo. El aria, marcada como Molto adagio, alaba a Jesús como "Príncipe de la vida" y "fuerte luchador".
La aguda voz del tenor en el recitativo suplica al alma que mire a la "nueva vida en espíritu", seguido de un aria brillante, acompañada por la cuerda, que habla de "der neue Mensch" (el nuevo hombre), libre de pecado.
La voz más aguda de la soprano canta en primera persona como el alma en un recitativo, convencida de tomar parte en la resurrección. En la última aria, soprano y oboe solista en efecto de eco contrastan con la cuerda al unísono en notas graves, que ya anticipan la melodía del coral de cierre. El himno es un "coral de lecho mortuorio", escrito para un coro a cuatro voces coronado por la elevada trompeta y primer violín.

## Discografía selecta
De esta pieza se han realizado una serie de grabaciones entre las que destacan las siguientes.
- 1950 – The RIAS Bach Cantatas Project (1949-1952). Karl Ristenpart, RIAS-Kammerchor, RIAS-Kammerorchester, Lilo Rolwes, Helmut Krebs, Gerhard Niese (Audite)
- 1952 – J.S. Bach: Cantata No. 31. Felix Prohaska, Wiener Kammerchor, Wiener Kammerorchester, Anny Felbermayer Waldemar Kmentt, Walter Berry (Bach Guild)
- 1956 – J.S. Bach: Cantata BWV 31 & Magnificat BWV 243. Marcel Couraud, Stuttgarter Bach-Chor, Badische Staatskapelle, Friederike Sailer, Fritz Wunderlich, August Messthaler (Philips)
- 1963 – Les Grandes Cantates de J.S. Bach Vol. 17. Fritz Werner, Heinrich-Schütz-Chor Heilbronn, Pforzheim Chamber Orchestra, Agnes Giebel, Helmut Krebs, Erich Wenk (Erato)
- 1973 – J.S. Bach: Das Kantatenwerk Vol. 9. Nikolaus Harnoncourt, Wiener Sängerknaben, Chorus Viennensis, Concentus Musicus Wien, solistas del Wiener Sängerknaben, Kurt Equiluz, Siegmund Nimsgern (Teldec)
- 1976 – Bach Made in Germany Vol. 4: Cantatas VII. Hans-Joachim Rotzsch, Thomanerchor, Gewandhausorchester, Helga Termer, Eberhard Büchner, Hermann Christian Polster (Eterna)
- 1994 – J.S. Bach: Complete Cantatas Vol. 1. Ton Koopman, Amsterdam Baroque Orchestra & Choir, Barbara Schlick, Guy de Mey, Klaus Mertens (Antoine Marchand)
- 1997 – J.S. Bach: Cantatas Vol. 6 BWV 21, 31. Masaaki Suzuki, Bach Collegium Japan, Monika Frimmer, Gerd Türk, Peter Kooy (BIS)
- 2000 – Bach Cantatas Vol. 22. John Eliot Gardiner, Monteverdi Choir, English Baroque Soloists, Gillian Keith, James Gilchrist, Stephen Varcoe (Soli Deo Gloria)
- 2000 – Bach Edition Vol. 21: Cantatas Vol. 12. Pieter Jan Leusink, Holland Boys Choir, Netherlands Bach Collegium, Ruth Holton, Nico van der Meel, Bas Ramselaar (Brilliant Classics)